# الدوري السوري الممتاز 2014–15
الدوري السوري 2014–15 هو الموسم 44 من الدوري السوري. كان عدد الأندية المشاركة فيه 18، وفاز فيه نادي الجيش السوري.